# سن سباستیان (کائوکا)
سن سباستیان (انگلیسی: San Sebastián, Cauca) نام شهری در کشور کلمبیا است.